# برت وودراف
برت وودراف (انگلیسی: Bert Woodruff؛ ۲۹ آوریل ۱۸۵۶ – ۱۴ ژوئن ۱۹۳۴) بازیگر اهل ایالات متحده آمریکا بود.
از فیلم‌ها یا برنامه‌های تلویزیونی که وی در آن نقش داشته است، می‌توان به اسپیدی اشاره کرد.